# حملة 1101 الصليبية
هي حملة صليبية صغرى من ثلاث تحركات منفصلة في عام 1100 و1101 نُظمت على أثر نجاح الحملة الصليبية الأولى، وسُميت بحملة القلوب الضعيفة لعدد المشاركيين فيها بعد العودة من الحملة الصليبية الأولى، الحملة الصليبية في عام 1101 ارتفعت نتيجة تصدي الاتراك السلاجقة للحملات وهزيمة الصليبيين هزائم حاسمة في ثلاث معارك.
الحملة الصليبية الأولى الناجحة روجت للتعزيزات من قبل مملكة اورشليم المؤسسة حديثاً ومن بوب باشال الثاني خليفة بوب اورفان الثاني (الذي مات ولم يعرق بنتيجة الحملة الصليبية التي دعا لها), دعا باشال الثاني لحملة جديدة، بالذات الأشخاص الذين كانوا نذروا أنفسهم للحملة الصليبية ولم يغادروا أو الذين عادوا ادراجهم، والذين تم احتقارهم عند عودتهم لأوطانهم للضغط عليهم ليعودوا إلى الحملات الصليبية أو الفقراء الذين يريدون أن يذهبوا إلى الأرض المقدسة.

## معركة مرسيفان
الصليبيون نظموا انفسهم في 5 فرق: بركانديان وهم قبيلة في شرق ألمانيا (ربما جاءوا من إسكندنافيا) والبيزنطيين والالمان والفرنسيين واللومبارديون (لومبارديون) وهم من أحد المقاطعات الإيطالية ال20 وعاصمتها ميلان، الاتراك هزموا الصليبيين في جبال في بافلاغونيا في مارسيفان، الأرض كانت مناسبة وجافة للاتراك، إضافة إلى وجود مساحات واسعة للتحرك.
استغرقت المعركة عدة أيام، في اليوم الأول تمكن الاتراك من ايقاف تقدم الجيوش الصليبية ومحاصرتها، في اليوم التالي قام الالمان بالإغارة على الاتراك ولكنهم لم يفشلوا فقط وانما لم يتمكنوا من العودة إلى الجيوش الصليبية مما اضطرهم لايجاد ملجأ في حصن قريب، وهذا يعني ان أي تعزيزات واتصالات مع الجيوش الصليبية قُطعت في حال وقوع أي هجوم عليهم.
اليوم الثالث كان هادئاً ولم يحدث فيه أي قتال تقريباً، لكن في اليوم الرابع اراد الصليبيون أن يخلصوا أنفسهم من الفخ الذي وقعوا فيه فقاموا بمهاجمة الاتراك مسببيين خسار ثقيلة لهم، لكن الهجوم فشل وانضم إلى قلج أرسلان رضوان بن تتش أمير حلب وامراء اخرين.
اللومبارديين الذين كانوا في الطليعة هُزموا والبشنكس (هم أقوام بدوية شبه تركية) هجروا ارض المعركة والالمان والفرنسيين تراجعوا ووقع راييموند في الفخ ولكن تم انقاذه، مخيم الصليبيين سقط والفرسان هربوا تاركين النساء والأطفال والقساوسة، معظم اللومبارديين قُتلوا أو اُسروا.

## الحملة الصليبية
لم يكد الغرب الأوروپي يعلم بِنبأ النجاح الذي حقَّقته الجُمُوع الصليبيَّة في الشَّام وفلسطين حتَّى تحمَّس الكثير من الأُمراء الذين لم يُشاركوا من قبل في الذهاب إلى الشرق تدفعهم مطامع دينيَّة ودُنيويَّة. والواقع إنَّ الصليبيين في الشرق كانوا أيضًا بِحاجةٍ ماسَّةٍ إلى مُحاربين ومُستوطنين جُدد بِهدف مُواصلة الحرب ضدَّ المُسلمين، واستئناف عمليَّة التوسُّع، والحفاظ على مُكتسباتهم من الضياع بأن تعود تحت جناح الإسلام. فاستجاب لهم المُجتمع الغربي، وانبعثت فيه الحماسة العسكريَّة والدينيَّة، مما أسفر عن تدفُّق جُمُوعٍ صليبيَّةٍ أُخرى إلى الشرق. وشكَّل اللومبارديُّون أولى تلك الجُمُوع، فغادروا بلادهم بدايةً من خريف سنة 1100م، ووصلوا القُسطنطينيَّة في شهر جُمادى الأولى 494هـ المُوافق فيه شهر آذار (مارس) 1101م. ولمَّا كانت الغالبيَّة العُظمى من أعضاء هذه الحملة من العوام الذين لا يُحسنون القتال ويفتقرون إلى النظام، فقد كرَّروا أعمال السلب والنهب التي ارتكبها أفراد حملة الفُقراء ممَّا حمل الإمبراطور البيزنطي على الإسراع بِنقلهم إلى آسيا الصُغرى حيثُ استقرُّوا حول نيقوميدية بِانتظار وُصُول جُمُوعٍ صليبيَّةٍ أُخرى. ولمَّا وصلت تلك الجُمُوع -وجُلُّها من الفرنجة- تحرَّك الجيش الصليبي الضخم إلى ضورليم وبِنيَّة قادته التوجُّه إلى الديار المُقدَّسة غير أنَّ اللومبارديين رفضوا ذلك إلَّا بعد تحرير بوهيموند أمير أنطاكية الذي كان قد وقع في أسر المُسلمين بِقيادة الأمير كمشتكين أحمد بن غازي الدانشمندي،  والذي كان الصليبيُّون يتخذونه مثلًا يُحتذى به وبطلًا لهم، والمُحارب الوحيد الذي يثقون به لِيقودهم إلى النصر، وأصرُّوا بأن تتوجَّه الحملة إلى قبادوقية بِهدف تخليص بوهيموند من الأسر. وهكذا توجَّه أفراد الحملة إلى الأراضي الدانشمنديَّة عبر أنقرة التابعة لِلسلاجقة، فاستولوا عليها وتابعوا طريقهم إلى چانقري كي يسلكوا الطريق الرئيسي المؤدي إلى أماسية ونيكسار. وحتَّى يُعرقل التقدُّم الصليبي عمد قلج أرسلان إلى الانسحاب التدريجي من أمام الغُزاة مُخرِّبًا البلاد أثناء انسحابه لِيحرمهم من المُؤن. ووحَّد جُهُوده وقُوَّاته مع الأمير الدانشمندي، وأرسلا إلى أمير حلب رضوان بن تُتُش يحُثَّانه على التحالف معهما ضدَّ العدوِّ المُشترك.
أصرَّ اللومبارديُّون على التوجُّه شرقًا لإنقاذ بوهيموند، فنزل باقي الجيش على رأيهم مُرغمين، واجتاز الجيش الصليبي نهر هاليس إلى بلاد الدانشمنديين، ووصل أفراده إلى مدينة مرزيفون الواقعة في مُنتصف الطريق بين النهر وأماسية، وهُناك تلقَّفهم المُسلمون وأنزلوا بهم هزيمةً كُبرى بحيثُ فقدوا أربعة أخماس الجيش بين قتيلِ وأسير، وفرَّ الباقون ناجين بحياتهم عائدين إلى القُسطنطينيَّة. محت هذه الكارثة التي حلَّت بِالصليبيين الشُهرة التي اكتسبها هؤلاء نتيجة انتصارهم في ضورليم، وزاد من أثرها أنَّها لم تكن الكارثة الأخيرة إذ في الوقت الذي غادر فيه اللومبارديُّون مدينة نيقوميدية وصل إلى القُسطنطينيَّة جيشٌ إفرنجيّ بِقيادة وليم قُمَّس نِيفَارِش (بالفرنسية: Guillaume comte de Nevers) على رأس آلاف الفُرسان والمُشاة. حرص وليم على اللحاق بِاللومبارديين على وجه السُرعة، فغادر القُسطنطينيَّة إلى نيقوميدية، وعلم فيها أنَّ الجُمُوع الصليبيَّة مضت في طريقها إلى أنقرة، فسار في أثرها دون أن يتمكَّن من الاجتماع معها، فحوَّل طريقه وتوجَّه نحو قونية وضرب الحصار عليها دون أن يتمكن من اقتحامها، فتركها. وفي غُضُون ذلك كان المُسلمون قد فرغوا من القضاء على الجُمُوع اللومبارديَّة، وعلم قلج أرسلان وكمشتكين أحمد بِقُدُوم هذا العدُوِّ الجديد، فسارا على الفور وسبقا الصليبيين إلى مدينة هرقلة، وماإن وصل الصليبيُّون المُنهكون حتَّى انقضَّ عليهم المُسلمون وأبادوهم عن بُكرة أبيهم، ولم ينجُ منهم أحد باسثناء القُمَّس نفسه وستَّة من أتباعه. وخلال هذه الأحداث وصلت الدفعة الأخيرة من تلك الجُمُوع الصليبيَّة إلى القُسطنطينيَّة، وتألَّفت من فرنجة وألمان بِقيادة وليم التاسع وڤولف الأوَّل دوق باڤاريا، وبلغ عدد أفرادها نحو ستين ألف مُقاتل. وسلكت هذه الجماعة الطريق نفسه الذي سلكته سابقتها، وانتهج المُسلمون تجاهها الخطط نفسها التي طبَّقوها من قبل، بِإحراق الغلال وإتلاف المؤن وطمر الآبار. ولمَّا وصلت هذه الجماعة إلى قونية وجدوا المدينة خاوية إذ كانت الحامية السَلْجُوقيَّة قد أخلتها وحملت كُل ما كان فيها من مؤن، وجرَّدت البساتين والحدائق من كُل ما يُمكن أن يُفيد الغُزاة. بناءً على هذا لم يطل مكوث الصليبيين في قونية، وغادروها إلى هرقلة، وماإن وصلوها حتَّى انقضَّ عليهم المُسلمون من الغابات المُحيطة بِالمدينة، فأبادوهم عن آخرهم باستثناء فئة قليلة استطاعت النجاة بِصُعُوبة من بينهم وليم التاسع وڤولف الأوَّل.